# Pīshbar
Pīshbar (persiska: پیشبر) är en ort i Iran.   Den ligger i provinsen Khorasan, i den östra delen av landet, 800 km öster om huvudstaden Teheran. Pīshbar ligger 1 923 meter över havet och antalet invånare är 575.
Terrängen runt Pīshbar är lite bergig.Runt Pīshbar är det glesbefolkat, med 12 invånare per kvadratkilometer. Närmaste större samhälle är Zohān, 16,9 km väster om Pīshbar. Trakten runt Pīshbar är ofruktbar med lite eller ingen växtlighet.